# Los Angeles Film Critics Association Awards 2016
42. ročník předávání cen asociace Los Angeles Film Critics Association se konal dne 4. prosince 2016.

## Vítězové

### Nejlepší film
1. Moonlight
2. La La Land

### Nejlepší režisér
1. Guillermo del Toro – Moonlight
2. Damien Chazelle – La La Land

### Nejlepší scénář
1. Yorgos Lanthimos a Efthimis Filippou – Humr
2. Kenneth Lonergan – Místo u moře

### Nejlepší herec v hlavní roli
1. Adam Driver – Paterson
2. Casey Affleck – Místo u moře

### Nejlepší herečka v hlavní roli
1. Isabelle Huppert – Elle a Začít znovu
2. Rebecca Hall – Christine

### Nejlepší herec ve vedlejší roli
1. Mahershala Ali – Moonlight
2. Issey Ogata – Mlčení

### Nejlepší herečka ve vedlejší roli
1. Lily Gladstone – Jisté ženy
2. Michelle Williamsová – Místo u moře

### Nejlepší dokument
1. Nejsem žádný tvůj negr
2. O.J.: Made in America

### Nejlepší cizojazyčný film
1. Komorná
2. Toni Erdmann

### Nejlepší animovaný film
1. Kimi no na wa.
2. Červená želva

### Nejlepší kamera
1. James Laxton – Moonlight
2. Linus Sandgren – La La Land

### Nejlepší střih
1. Bret Granato, Maya Mumma a Ben Sozanski – O.J.: Made in America
2. Tom Cross – La La Land

### Nejlepší výprava
1. Ryu Seong-hee – Komorná
2. David Wasco – La La Land

### Nejlepší skladatel
1. Justin Hurwitz – La La Land
2. Mica Levi – Jackie

### Ocenění pro novou generaci
- Trey Edward Shults a Krisha Fairchild – Krisha

### Kariérní ocenění
- Shirley MacLaine

### Ocenění Douglase Edwardse
- Deborah Stratman – The Illinois Parables